# Amazone de Kawall
Amazona kawalli
Espèce
Statut de conservation UICN

 LC  : Préoccupation mineure
Statut CITES
L'Amazone de Kawall (Amazona kawalli) est une espèce néotropicale de psittacidés.
Cet oiseau peuple l'Amazonie brésilienne.